# Ekkehart Mittelberg
Ekkehart Mittelberg (* 1938) ist ein deutscher Germanist, Fachbuchautor, Lyriker, Erzähler und Aphoristiker. Mittelberg legte 1958 das Abitur am humanistischen Gymnasium Hammonense ab. Er wurde am 6. Juli 1966 an der Philipps-Universität Marburg mit einer Arbeit über Wortschatz und Syntax der Bild-Zeitung promoviert. Er tritt als Autor von Kommentaren, Unterrichtsvorschlägen und Lehrerhandbüchern zu Werken der deutschen Literatur hervor sowie durch Lyrik-Anthologien und Erzählungen.
Er ist aktueller Herausgeber der Reihe Klassische Schullektüre.

## Werke
- Wortschatz und Syntax der Bild-Zeitung. (Diss.) Marburg 1966 (Marburger Beiträge zur Germanistik 19).
- Methoden- und Rezeptionswandel in der Literaturwissenschaft am Beispiel der Sesenheimer Lyrik Goethes. Klett, Stuttgart 1976, ISBN 3-12-391900-5.
- Zugänge zur Lyrik. Text- und Arbeitsbuch. 5. Auflage. Cornelsen, Berlin 2000, ISBN 3-454-50230-6.
- Tag und Jahr – Gedichte. Verlagshaus Schlosser, Friedberg 2010, ISBN 978-3-86937-124-5.
- Flug der Kraniche – Gedichte. Verlagshaus Schlosser, Friedberg 2012, ISBN 978-3-86937-363-8.
- Ich erzähle dir etwas. Verlagshaus Schlosser, Kirchheim 2018, ISBN 978-3-96200-050-9.
- Sonette über Dichter und zum Thema Leben. Kirchheim 2020, ISBN 978-3-96200-413-2.
- Fabeln. Lehrhaft witzig amüsant. Verlagshaus Schlosser, Kirchheim 2021, ISBN 978-3-96200-466-8.
- Fabeln II. Lehrhaft – witzig – amüsant. Verlagshaus Schlosser, Pliening 2023, ISBN 978-3-96200-737-9.
- Anekdoten. Verlagshaus Schlosser, Kirchheim 2022, ISBN 978-3-96200-579-5.
- Leuchtfeuer – Aphorismen. Verlagshaus Schlosser, Pliening 2022, ISBN 978-3-96200-690-7.